# الینا لابوردت
الینا لابوردت (فرانسوی: Elina Labourdette‎؛ ۲۱ مه ۱۹۱۹ – ۳۰ سپتامبر ۲۰۱۴) هنرپیشه اهل فرانسه بود.
از فیلم‌هایی که در آنها نقش داشته می‌توان به پنج مایل مانده به نیمه‌شب، بانوان جنگل بولونی و به سوی پاریس با عشق اشاره کرد.